# Chùa Hang (Bình Định)
Chùa Hang là tên thường gọi của Thiên Sanh Thạch tự (hay còn gọi là Thạch Cốc), nằm ở lưng chừng núi Chùa (có tên chữ là Lý Thạch, còn được gọi là La Hơi) thuộc thôn Hội Khánh, xã Mỹ Hòa, huyện Phù Mỹ, tỉnh Bình Định.
Theo trụ trì chùa Hang, chùa được khai sơn vào năm 1613 dưới thời chúa Nguyễn Phúc Nguyên. Một vài tài liệu khác thì cho rằng, cuối thế kỷ 16 đầu thế kỷ 17, có người đến hang đá ở thôn Hội Khánh kiến tạo thành chùa để tu hành, gọi là chùa Hang. Lưng chừng núi Chùa thuộc địa phận thôn Hội Khánh (xã Mỹ Hòa, huyện Phù Mỹ, tỉnh Bình Định) có một ngôi chùa do được hình thành từ hang đá nên gọi là chùa Hang.
Thật ra cái tên núi Chùa cũng xuất phát từ cách quen gọi của dân trong vùng nhằm chỉ ngọn núi có chùa tọa lạc (vì ở đây còn nhiều núi khác nhưng không có chùa), bởi ngọn núi này có tên là La Hơi, tên chữ là Lý Thạch.Ông Đặng Như Dước, 95 tuổi, là một trong số ít bậc cao niên ở Hội Khánh có nhiều tìm hiểu và nắm giữ nhiều chuyện về chùa Thiên Sanh, giải thích về cái tên La Hơi của núi: “Tương truyền, khi trời đang nắng hạn, nếu nghe trên núi (về phía chùa Thiên Sanh – NV) có tiếng “ồ ồ” như người ta xay lúa thì liền sau đó trời sẽ đổ mưa. Ngược lại, nếu trời đang mưa tầm tã mà nghe tiếng “ồ ồ” như trên thì trời sẽ nắng ngay lập tức”. Ông Dước cho biết thêm, đó là đặc điểm để người ta đặt tên núi là La Hơi, còn sự thật thì ngày nay hiện tượng trên vẫn còn, dù không thương xuyên như trước.
Hai truyền thuyết về chùa Hang
Như nói ở trên, chùa Hang chính là tên thường gọi của Thiên Sanh Thạch tự, đại đức Thích Nhuận Tín, trụ trì ngôi chùa này cho biết chùa được khai sơn vào năm 1613 dưới thời chúa Nguyễn Phúc Nguyên. Tuy nhiên, đến nay vẫn chưa có bất cứ tư liệu lịch sử nào phản ánh chính xác điều này.
Một vài tài liệu khác thì cho rằng, sau khi chùa Thập Tháp Di Đà (ở thị xã An Nhơn, tỉnh Bình Định) được xây dựng thì đạo Phật trong vùng phát triển mạnh mẽ. Nên vào cuối thế kỷ XVII đầu thể kỷ XVII, có người đến hang đá ở thôn Hội Khánh kiến tạo thành chùa để tu hành, gọi là chùa Hang. Ban đầu chùa còn hoang sơ, bày biện đơn giản, mãi đến cuối thế kỷ XIX đầu thế kỷ XX về sau thì chùa mới được tu chỉnh quy mô.
Cũng theo đại đức Thích Nhuận Tín, ngài mới về trụ trì ở chùa vài năm gần đây, toàn bộ lịch sử cũng như chuyện liên quan đến chùa đều do ông Dước ghi ghép và bàn giao lại. Ông Dước trước đây là cán bộ tiền khởi nghĩa, rồi làm bí thư xã Mỹ Hòa. Những tài liệu, chuyện kể do ông Dước ghi chép hiện vẫn còn lưu giữ ở phòng văn hóa xã Mỹ Hòa. Hiện có hai truyền thuyết về chùa Hang.Lúc bấy giờ khắp vùng Phù Mỹ đã có vài ngôi chùa, nhưng không có sư trụ trì. Hay tin có ông Phan Chọn ở huyện mình vào tu hành tại chùa Trà Cang (ở Bình Thuận), dân bèn bàn nhau vào mời về. Hòa thượng trụ trì chùa Trà Cang đã đồng ý cho sư Trà Ban (tức ông Phan Chọn, có tài liệu ghi là Trà Bang) về trụ trì chùa Hang, đó là vào năm 1896. Ngoài ra, khi trở về, sư Trà Ban còn xây dựng nhiều chùa khác ở trong và các huyện lân cận.
Tương truyền, do tu hành đắc đạo nên sư Trà Ban đi nhanh như bay và nhẹ tựa gió mây. Ông lại giỏi y thuật, thông kinh chú, đã thu thập thông tin, cung cấp cho nghĩa quân Trần Cao Vân thời kỳ Trần Cao Vân lấy vùng núi Bình Định, Phú Yên làm căn cứ chống Pháp.
Trong cuốn sách Nhân vật Bình Định của Lộc Xuyên Đặng Quí Địch, phần viết về nhân vật Võ Trứ (là một phó tướng dưới trướng Mai Xuân Thưởng trong phong trào Cần Vương ở Bình Định, sau cùng với Trần Cao Vân gầy nên phong trào Minh Trai chủ tể ở Phú Yên nhưng bất thành), có đề cập một chuyện lạ xảy ra ở Bình Định. Khi ấy là năm Giáp Ngọ (1894), huyện Phù Cát và nhiều nơi ở Bình Định bị dịch bệnh hoành hành, nhiều làng bị rào cách ly, có nơi dân chúng đốt làng di tản nơi khác. Người chết không kịp chôn, khắp nơi đều bao trùm bởi khí tử và dịch bệnh.
Lúc này bỗng thấy xuất hiện một vị lão tăng, do tu ở chùa Hang nên gọi là thầy chùa Hang, vài hôm sau thì thấy Võ Trứ cũng có mặt. Hai người phát thuốc cho dân chữa bệnh, thuốc là tấm giấy màu vàng có in năm hình Bồ tát Quan Âm, gọi là “Ngũ công Quan Âm”. Ban đầu dân còn nghi ngờ loại thuốc này nên không dám dùng, sau nghĩ dù sao cũng chẳng còn đường cứu, lại thấy không bị mất tiền nên theo lời thầy chùa Hang tâm niệm đấng cứu thế, đốt giấy đó hòa nước uống và khỏi.
Tin về sự hiệu nghiệm của thuốc do lão tăng và Võ Trứ phát truyền tai nhau rất nhanh, điều này khiến cho quan tri huyện Phù Cát sợ thầy chùa Hang tụ hội khởi loạn nên ra lệnh cấm người đến xin thuốc, đồng thời tầm nã gắt gao thầy chùa Hang. Vốn tu hành đắc đạo nên thầy chùa Hang có rất nhiều đệ tử, khi chuyện phát thuốc cứu người của vị lão tăng này “động” đến quan tri huyện thì phần đông đệ tử của ngài cũng bị liên can, nhiều người khuynh gia bại sản, thậm chí là mất mạng.“Riêng thầy chùa Hang thì nghe nói, vì muốn tránh sự tầm nã của quan mà phải nay ẩn nhà này, mai ẩn nhà khác. Lúc bấy giờ chỉ còn mỗi mình Võ Trứ vẫn lén lút thoát sự kiểm tra gắt gao của quan huyện để phát thuốc cho dân. Về sau không rõ vị lão tăng mất khi nào và ở đâu, để nhớ ơn, dân đã đến hang để lập chùa Hang thờ cúng nhằm nhớ công ơn cứu mạng”, ông Dước kể lại.
Cũng theo ông Dước, về thời gian xuất hiện chùa Hang, lại có thêm một dư luận cho rằng chùa được lập vào đời nhà Trần. Nguyên do là trước đây, có một người đào trộm trước chùa thì phát hiện một tượng Phật Di Đà, trên pho tượng này có đề chữ Huyền Trân Công chúa tặng (không rõ tặng ai).
Truyền kỳ đường xuống âm phủ
Nhân đây cũng xin giới thiệu đôi chút về chùa Hang: Đây là một hang đá sâu nằm ở lưng chừng núi, mặt trước của chùa quay về hướng đông với bao la là ruộng lúa, rừng dừa. Muốn lên được chùa Hang phải đi theo dốc đá quanh co, đi mãi, khi nào gặp một tảng đá to thì đó chính là “mái che” của chùa. Cạnh bên trái “mái che” được bày biện mấy ghế đá, bên phải các ghế đá này có một lối đi nhỏ để vào hang. Muốn qua lối này phải khom người xuống, lúc này đã cảm nhận được cái lạnh của hang đá. Lại theo vài ba bực đá nữa, sẽ thấy bàn thờ các Phật.
Chùa Hang tuy nhỏ nhưng đủ cho hơn chục người đi đứng thoải mái. Ở cái tuổi 95, nhưng ông Dước chỉ hơi nặng tai, còn đầu óc rất minh mẫn, nhớ kỹ càng lịch sử và những truyền thuyết của chùa Hang.
Ông kể rằng trước đây ở chùa Hang có hai đường đi, một lên trời và một xuống âm phủ. Phía trên bàn thờ của chùa Hang, chệch về phía tay phải còn có một lỗ “thông hơi”. Lỗ “thông hơi” này chính là đường lên trời, tiếc là chưa nghe những chuyện gì về đường lên trời này. Kỳ thực lỗ “thông hơi” mà ông Dước nói chính là khoảng trống phía trên bàn thờ. Các Phật và vật dụng thờ được bày biện theo từng bậc cao dần kiểu bậc thang, bậc cao nhất của bàn thờ là nơi rất gần với đường lên trời theo như lời ông Dước kể.
Trước đây, phía dưới “mái che” của chùa Hang (không rõ về phía nào) có một đường hầm chạy xuống, người ta gọi là đường xuống âm phủ. Tương truyền khi còn sống, một trụ trì của chùa là ngài Nguyên Lượng có đi thử, càng đi càng thấy sâu thăm thẳm, khó đi nên đành quay trở lại.
Lại có lời kể, một người nọ, vì muốn kiểm chứng độ sâu của “đường xuống âm phủ”, nên gánh theo hai thúng nến để đốt lần soi đường. Nến gần hết, mà hang vẫn còn xa vời vợi nên đành quay trở về. Có người thả một quả bưởi được khắc dấu xuống hang, một thời gian sau thì có người tận cửa biển Đề Gi cách chùa hơn 20 km nhặt được. Từ ấy dân gian đồn rằng cái hang này ăn thông với biển. Trải qua chiến tranh, đường xuống âm phủ đã bị vùi lấp.
Vào thời kỳ phong trào Cần Vương, chùa Hang từng là nơi ẩn náu, hoạt động của một số tướng lĩnh như Trần Cao Vân, Bùi Điền… Thời kháng chiến chống Pháp, chùa Hang là cơ sở thứ hai của xã Mỹ Hòa nói riêng và huyện Phù Mỹ nói chung. Thời chống Mỹ, chùa Hang là nơi hoạt động của cán bộ cách mạng, bộ đội giải phóng. Chính vì vậy mà ngày 29.1.1968, Mỹ - Ngụy ném pháo ngạt làm chết 24 người dân khi đang tránh bom trong hang.
Ngày nay, để đáp ứng nguyện vọng của dân trong vùng cũng như các tăng ni Phật tử, nhiều công trình phụ của chùa đã và đang xây dựng.